# Louis II le Bègue
Pour les articles homonymes, voir Louis II.
Ne doit pas être confondu avec Louis Le Bègue Duportail.
Louis II dit « le Bègue » (né le 1er novembre 846, mort le 11 avril 879 à Compiègne) est roi des Francs de 877 à 879. Il est le fils de Charles II et d'Ermentrude.

## Biographie

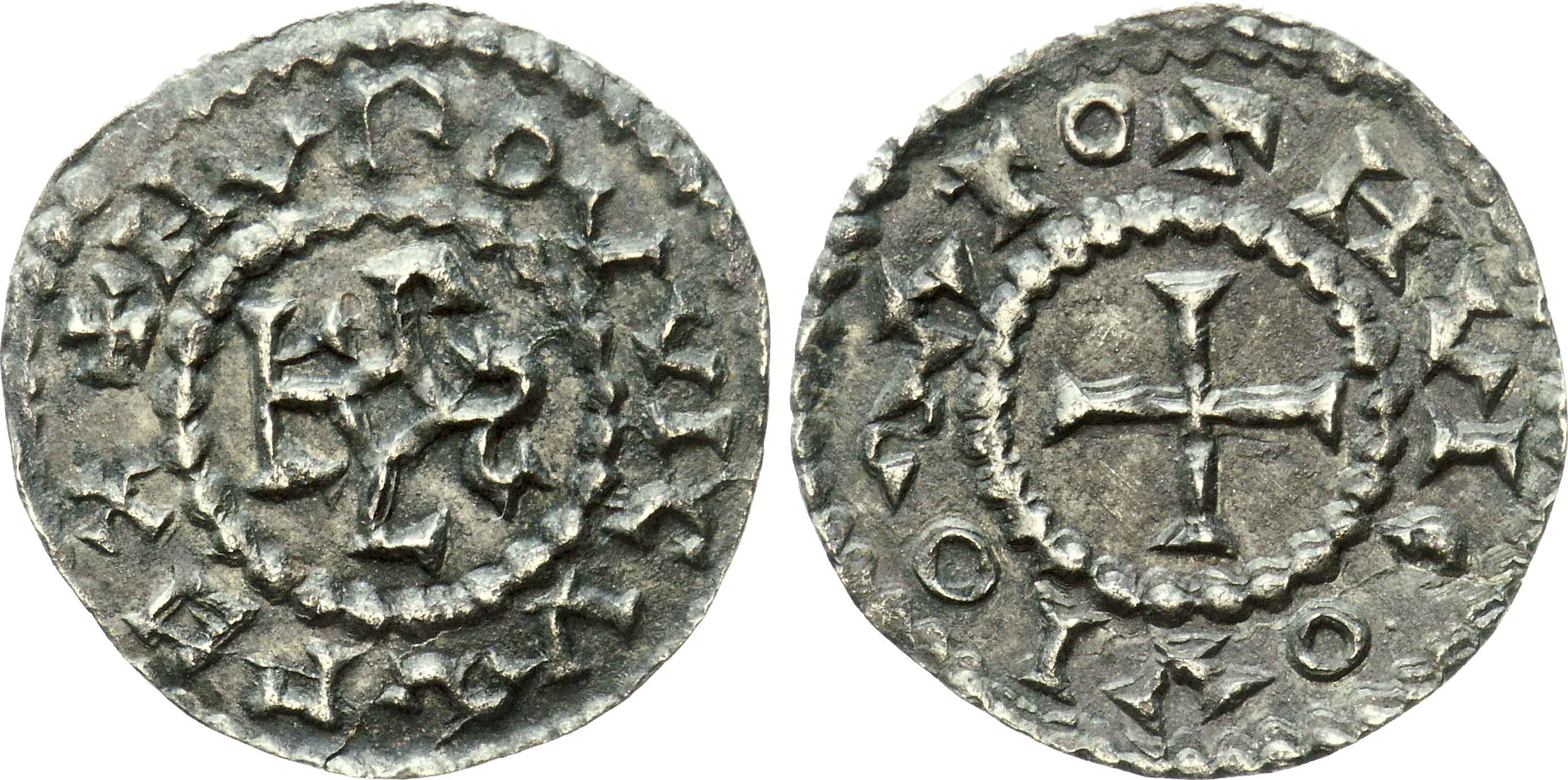
Denier sous dit le Bègue.

Le 10 février 856 à Louviers, son père négocie ses fiançailles avec une fille d'Erispoë, roi de Bretagne, et lui concède alors le duché du Mans. Déplaisant énormément aux vassaux bretons, cet arrangement est peut-être une des raisons du mécontentement et du complot qui entraînent l'assassinat du roi breton l'année suivante.
Il se marie en premières noces en 862 à Ansgarde de Bourgogne (qu'il aurait enlevée à l'abbaye de Chelles), qui lui donne deux fils, Louis III et Carloman II, et trois filles, Gisèle, Hildegarde et Ermentrude. Comme ce mariage avait été contracté sans la volonté de son père, ce dernier oblige Louis à répudier Ansgarde. Il épouse en secondes noces — contre l'avis des autorités ecclésiastiques — Adélaïde de Paris dont il a un fils, Charles, qui naît après sa mort.
Comme l'indique son surnom, Louis II bégaie, ce qui l'empêche de s'exprimer en public et nuit à son autorité. 

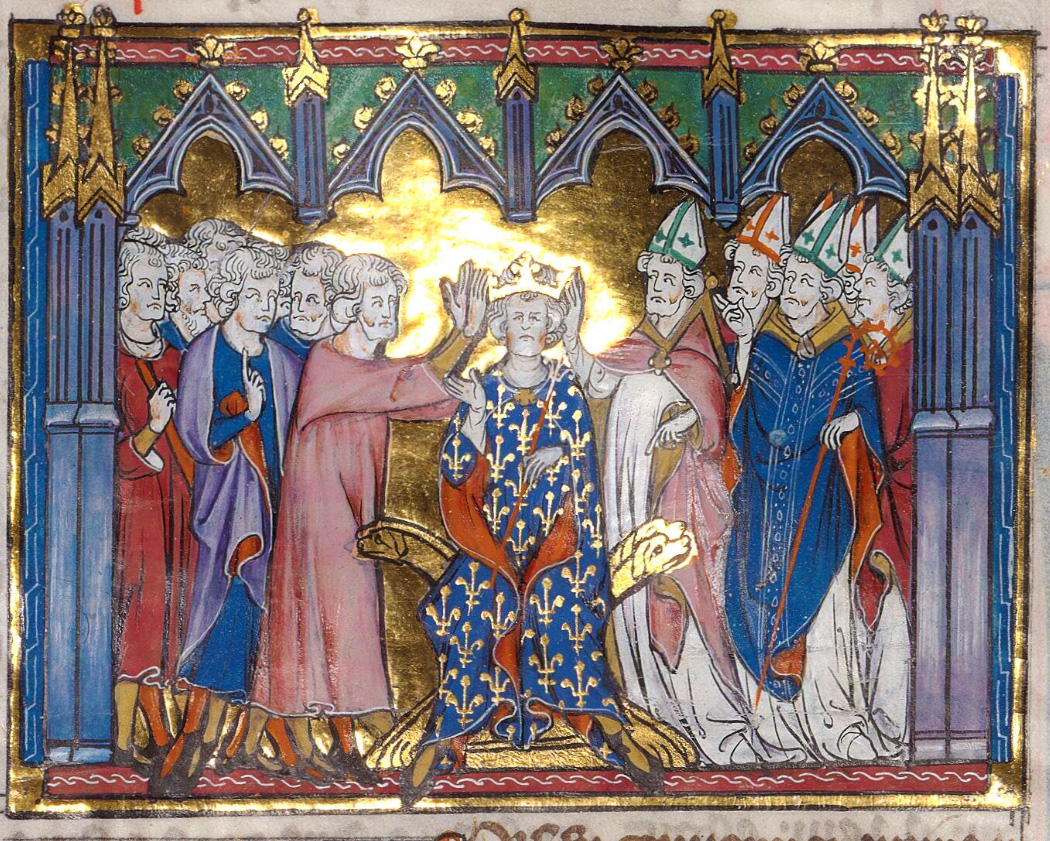
Couronnement de Louis II le Bègue, enluminure du XIVe siècle.

Après avoir été investi roi d'Aquitaine en 867 par son père, il devient roi des Francs après la mort de ce dernier survenue le 6 octobre 877. Son accession au trône est contestée par plusieurs seigneurs et même par l'impératrice Richilde, seconde épouse de son père. Afin de se rallier des partisans, Louis prodigue alors de nombreux cadeaux et promesses, et finalement Richilde elle-même consent à sa succession. Le 8 décembre 877, il est couronné et sacré par l'archevêque Hincmar de Reims dans la chapelle palatine de l'abbaye Saint-Corneille de Compiègne. Son autorité va cependant rester très faible.
Sacré une deuxième fois par le pape Jean VIII, lors du concile de Troyes le 7 septembre 878 après avoir refusé du même pape la couronne d'Italie et donc l'empire, il demeure un roi sans pouvoir, dominé par la puissance de l'aristocratie. Le 1er novembre de cette même année à Fouron près de Liège, il a cependant la sagesse de conclure avec son cousin Louis de Saxe un accord qui confirme le partage de la Lotharingie effectué par leurs pères en 870 au traité de Meerssen.
De santé fragile, Louis meurt le 11 avril 879, alors qu'il s'apprêtait à lancer une expédition pour soumettre Bernard de Gothie, comte d'Autun et de Mâcon, qui s'était déclaré rebelle.

## Généalogie
Voir aussi Carolingiens
```
   ┌─ 
Louis
 
I
er
 dit 
le Pieux
 (
778
-† 
840
), 
roi d'Aquitaine
, 
empereur d'Occident

┌─ 
Charles
 
II
 dit le Chauve
 (
823
-† 
877
), 
roi de Francie occidentale
 (
840
-
877
)
│  
empereur d'Occident
 (
875
-
877
)
│  └─ 
Judith
 († 
843
)
│

Louis
 
II
 dit le Bègue
│
│  ┌─ 
Eudes d'Orléans
 († 
834
)
└─ 
Ermentrude d'Orléans
 († 
869
)
   └─ Engeltrude de Fezensac
```

```
Louis
 
II
 dit le Bègue
 1) ép. en 
862
 
Ansgarde de Bourgogne

 2) ép. vers 
875
 
Adélaïde de Paris

 │
 ├─De 1 
Louis
 
III
 de France
 († 
882
), roi de Francie occidentale (
879
-
882
)
 ├─De 1 
Gisèle
.
 │      ép. 
Robert Porte-Carquois
, 
comte de Troyes

 │
 ├─De 1 
Carloman
 
II
 († 
884
), roi de Francie occidentale (
879
-
884
)
 ├─De 1 Hildegarde (?-?).
 ├─De 2 
Ermentrude
 (
v.
 
875
-† ap. 
890
)
 │      ép. X
 └─De 2 
Charles
 
III
 dit le Simple
 (
879
-† 
929
), roi de Francie occidentale (
893
-
929
)
        1) ép. en 
907
 
Frédérune

        2) ép. vers 917/919 
Edwige de Wessex
 (cf. 
Maison de Wessex
)
```